# 立山町立立山小学校
立山町立立山小学校（たてやまちょうりつ たてやましょうがっこう）は富山県中新川郡立山町にある公立小学校。

## 概要
2005年（平成17年）に竣工した現在の校舎は、瓦葺の鉄骨造り2階建て、延床面積2,416m2、木材をふんだんに使用し、夜間電力による蓄熱式暖房も採用されている。低学年、中学年、高学年の各ホールや吹き抜けの廊下、円筒形の図書館は総ガラス張りで壁一面に本を見渡せる。天窓やステンドグラスも備えている。なお、体育館とランチルームはそれ以前に竣工した施設を使用している。
外回りはインターロッキングの光の庭や観察園など環境にも配慮されている。
学校に関することが書かれる公式サイトもある。

## 沿革
- 1975年 (昭和50年) 
  - 4月 千垣小学校、岩峅小学校、芦峅小学校が統合して開校[4][5]。
  - 4月4日 立山小学校統合問題で地元の芦峅寺の住民が始業式ボイコットを立山町教育委員会に通告、芦峅小学校廃止取り消しを求めて富山地方裁判所に行政訴訟を起こす[6]。
- 1977年（昭和52年） 校旗樹立、校章および校歌制定。旧芦峅小学校を再度分離[4]。
- 2004年（平成16年）
  - 6月29日 新校舎の工事の入札を実施[7]。
  - 7月6日 臨時立山町議会が校舎改築に伴う工事請負契約三議案を可決[7]。
  - 7月末 着工[7]。
- 2005年 (平成17年)
  - 5月23日 - 5月28日 新校舎完成に伴い引っ越し作業を実施[3]。なお、以降はこれ外周の整備に入り[2]、旧校舎は夏休み前から解体工事に入る[3]。
  - 10月17日 - 改築工事完工式（総事業費6億7,176万円）。同時に御影石に校歌を刻んだ記念碑（高さ1.9m、幅2m、奥行1m）の除幕式も行われた[2]。
- 2010年（平成22年）4月 同年3月を以て休校となった立山芦峅小学校の児童を受け入れる[8]。
- 2011年 (平成23年）1月21日 屋内運動場竣工[9]
- 2014年 (平成26年) 11月21日 40周年創立記念イベント開催[10]
- 2024年 (令和6年) 6月8日 50周年創立記念イベント開催[11]
- 2024年 (令和6年)10月19日 50周年創立記念式典開催

## 通学区域
宮路、岩峅寺、岩峅野、下田、伊豆林、吉峰野開、栃津、東中野新、横江野開、横江、千垣、芦峅寺、芦峅寺ブナ坂、芦峅寺官有地

## 進学先
- 立山町立雄山中学校
- 片山学園中学校・高等学校